# Tornax

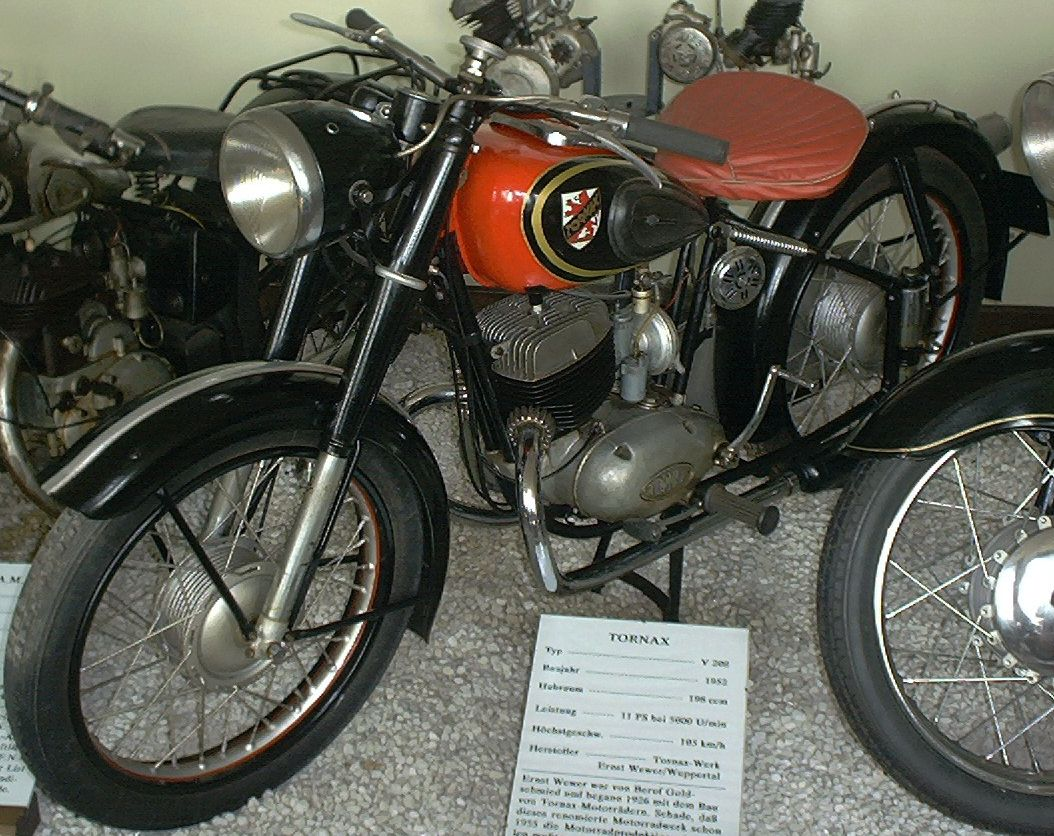
Tornax V200 uit 1953

Tornax is een Duits historisch motorfiets- en automerk uit de plaats Wuppertal.
De onderneming is eind 1925 opgericht door Ernst Wewer en een zekere heer Schmidtmann in Barmen-Langerfeld. De constructeur vanaf het begin was Otto Karpe.

## Motorfietsen
In januari 1926 werd de productie gestart en in april 1926 verscheen de Tornax Model I/26 met een 15 pk sterke JAP zijklepmotor.
In 1927 volgde de I/27 (14 pk 550 cc JAP zijklepmotor) en de II/27 met een 600 cc JAP zijklepper. Beide modellen bleven in 1928 in productie als I/28 en II/28, maar er kwamen ook nog de III/28 met een 22 pk 500 cc JAP kopklepmotor en de V/28 die voorzien was van een Duitse Columbus 600 cc motor. 
In 1930 verscheen de eerste tweecilinder, de III/30 met een 1000 cc JAP zijklep-V-twin. In 1931 volgde nog een sportversie, de III/31 SS met een 1000 cc JAP kopklep-V-twin. Een erg dure machine, die door de inmiddels begonnen depressie moeilijk te verkopen was, ondanks de beloofde topsnelheid van liefst 170 km/uur!
In 1932 werden alleen de modelnamen veranderd (van /31 naar /32), maar in 1933 ging men kleinere eencilinder-kopkleppers produceren; de SF 2 en SF 35, nog steeds met JAP-blokken. 
In 1934 verbood de Nationaal Socialistische regering het gebruik van buitenlandse componenten, waaronder uiteraard ook de JAP-motoren. Voor Tornax had dit tot gevolg dat er nog maar één model leverbaar was: de “Universal” met een 600 cc Columbus-zijklepmotor. 
In 1935 werden hier nog twee 600 cc-modellen aan toegevoegd, plus de 800 cc “Tornado”, een sportmodel met de tweecilinder kopklepmotor van de Horex S8 (Columbus was immers eigendom van Horex). 
In 1936 was de Tornado alweer van het toneel verdwenen, evenals de Tornax Rex sportwagen (zie onder). Er waren nog twee 600 cc-modellen leverbaar en er kwam een lichter model bij: de K20 met een 200 cc ILO-tweetaktblokje. In 1937 kwam er ook een 250 cc ILO bij. 
Tijdens de Tweede Wereldoorlog kon men nog slechts één Tornax-model kopen, de K 125, maar in 1941 stopte de hele productie om plaats te maken voor oorlogsproductie. 
In maart 1945 werd de fabriek gebombardeerd, waardoor grote delen van het bedrijf vernield werden. Na de oorlog werd de productie met 60 medewerkers hervat, maar er werden aanvankelijk handkarren en wafelijzers gemaakt. Later in 1945 volgden lichte zijspannen. 
Vanaf 1948 kon ILO weer motorblokjes leveren en werd de productie van de K 125 hervat. Voorzichtig werden weer wat meer modellen gemaakt, allemaal met lichte ILO-tweetakten, met als topmodel de Z 250 “Schwarze Josephine” uit 1953. 
In 1954 werden voor het eerst sinds jaren weer Tornax-viertaktmotoren aangeboden: de V 250 en de SV 250. Deze hadden blokmotoren van Opti in Essen. In 1955 werd de productie van motorfietsen echter beëindigd. 

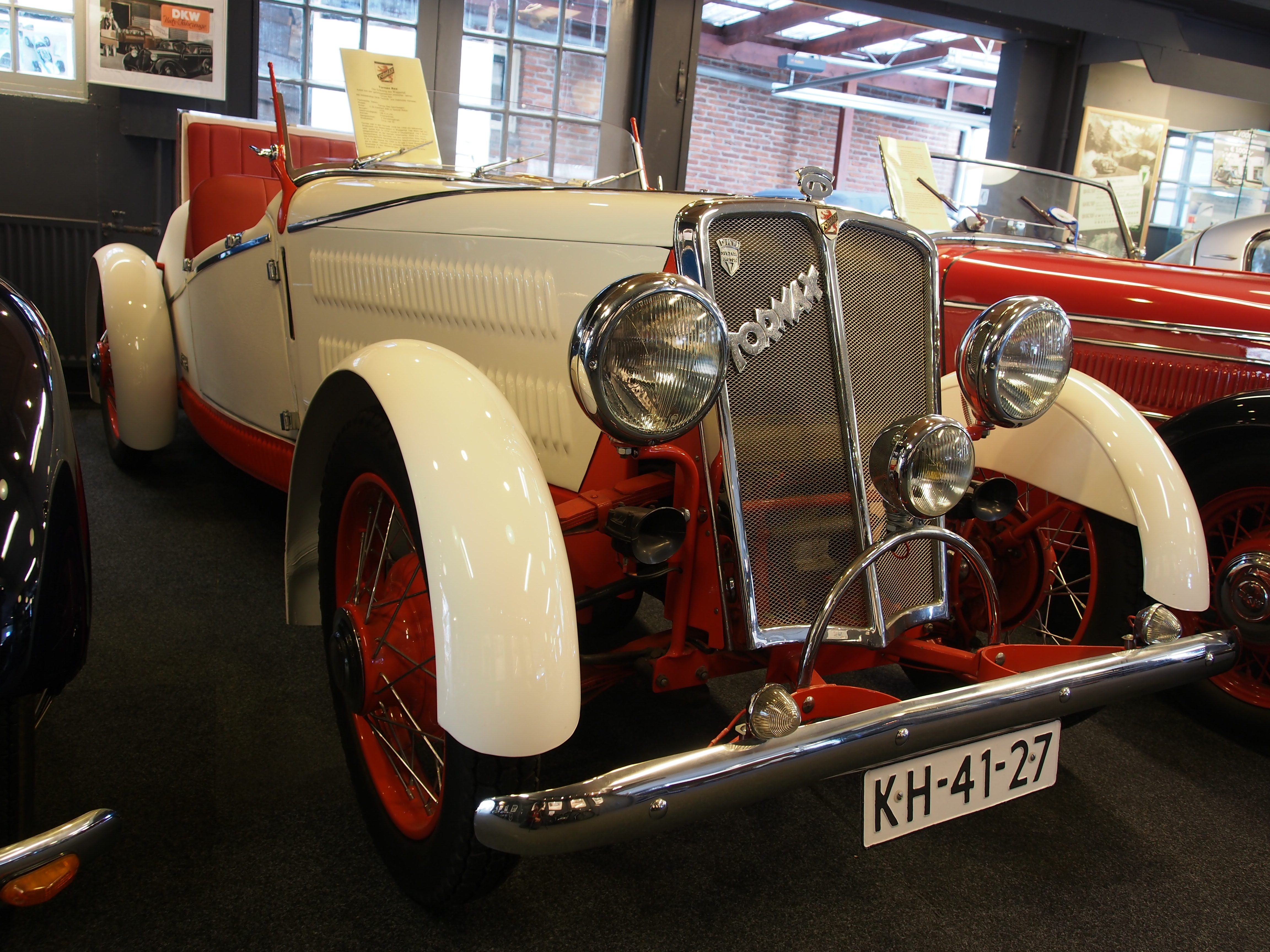
1934 Tornax Rex Roadster

## Auto’s
In 1934 begon men met de productie van een kleine sportwagen, de Tornax Rex. Deze was voorzien van een 700 cc tweecilinder tweetaktmotor van DKW. Toen DKW echter in 1936 haar eigen sportwagen, de DKW Front Luxus Sport, op de markt bracht, werden geen inbouwmotoren meer geleverd en moest Tornax de productie staken. 